# Molophilus albireo
Molophilus albireo är en tvåvingeart som beskrevs av Alexander 1932. Molophilus albireo ingår i släktet Molophilus och familjen småharkrankar. Inga underarter finns listade i Catalogue of Life.